# شهرستان میان
شهرستان میان (به لاتین: Mian County) یک منطقهٔ مسکونی در چین است که در هانژونگ واقع شده‌است. شهرستان میان ۲٬۴۰۶ کیلومتر مربع مساحت و ۳۸۸٬۱۲۳ نفر جمعیت دارد.